# Ancyloscelis romeroi
Ancyloscelis romeroi là một loài Hymenoptera trong họ Apidae. Loài này được Holmberg mô tả khoa học năm 1903.